# Camilla de Rossi
Camilla de Rossi (* ca. 1670 vermutlich in Rom, Italien; † ca. 1710 vielleicht in Wien) war eine italienische Komponistin, die in den Jahren von 1707 bis 1710 „blühte“ (bl.), also nachweisbar tätig war.

## Leben
De Rossis Leben ist weitgehend unbekannt. Man nimmt an, dass sie aus Rom stammt, da sie ihre in der Österreichischen Nationalbibliothek in Wien verwahrten handgeschriebenen Partituren jeweils auf der Titelseite mit „Romana“, die Römerin, zeichnete. Ein weiterer Hinweis auf ihre Herkunft könnte sein, dass der römische Kardinal Benedetto Pamphili das Libretto zu ihrem ersten bekannten Werk, dem Oratorium Santa Beatrice d’Este des Jahres 1707, schrieb. Die lediglich vier heute noch erhaltenen Oratorien der Komponistin wurden alle von Kaiser Joseph I. in Auftrag gegeben und in der Kapelle der Wiener Hofburg aufgeführt.
Wo Camilla de Rossi ihre Kenntnisse über Musikinstrumente, Orchester und Komposition erworben hat, ist vollkommen im Dunkel. Sie konnte zum Beispiel als Frau in Rom nicht an den von den Päpsten und den Kardinälen veranstalteten Darbietungen teilnehmen, muss also bei anderen Gelegenheiten ihr Wissen erworben haben. Bemerkenswert ist zum Beispiel, dass de Rossi bereits ein Jahr nach der ersten Einführung des Chalumeau in Wien zwei dieser Instrumente 1708 im Oratorium Il sacrifizio di Abramo einsetzte.

## Werke
- 1707: Oratorium Santa Beatrice d’Este, Libretto: Kardinal Benedetto Pamphili.
- 1708: Oratorium Il sacrifizio d’Abramo (Das Opfer Abrahams), Libretto: F. Dario.
- 1709: Oratorium Il figliuol prodigo (Der Verlorene Sohn), Libretto: C. de Rossi.
- 1710: Oratorium Sant’Alessio (Der Heilige Alexius von Edessa), eigenes Libretto.
- Kantate Frà Dori, e Fileno für Sopran und Alto, sowie Streichorchester.

## Diskografie
- 1995: Oratorium Il sacrifizio d’Abramo, aufgeführt vom Ensemble Weser-Renaissance, Leitung: Manfred Cordes, cpo 99371-2
- 2001: Oratorium S.Alessio, aufgeführt vom Ensemble Musica Fiorita, Leitung: Daniela Dolci, pan classics 510136.
- 2010: Oratorium Santa Beatrice d’Este, aufgeführt vom Ensemble Musica Fiorita, Leitung: Daniela Dolci, ORF Edition Alte Musik CD 3108.[1]